# Championnats du monde de VTT 2024
Navigation
2023 2025
Les Championnats du monde de VTT 2024 ont lieu du 28 août au 1er septembre 2024 à Pal Arinsal en Andorre. Ils regroupent les épreuves de cross-country, de cross-country short track, de cross-country à assistance électrique et descente.
Par rapport à l'édition précédente, deux nouveaux titres sont attribués avec l'ajout d'une épreuve masculine et une épreuve féminine de cross-country short track pour les moins de 23 ans.

## Programme
Le programme est le suivant :
| Cross-country olympique - Mercredi 28 août - Relais par équipes mixte - Vendredi 30 août - Hommes juniors - Femmes juniors - Dimanche 1er septembre - Hommes moins de 23 ans - Femmes moins de 23 ans - Hommes élites - Femmes élites | Descente - Mercredi 28 août - Hommes juniors (qualification) - Femmes juniors (qualification) - Jeudi 29 août - Hommes juniors (finale) - Femmes juniors (finale) - Hommes élites (qualification) - Femmes élites (qualification) - Samedi 31 août - Hommes élites (finale) - Femmes élites (finale) | Cross-country à assistance électrique - Mercredi 28 août - Hommes - Femmes Cross-country short track - Vendredi 30 août - Hommes (finale) - Femmes (finale) - Hommes moins de 23 ans (finale) - Femmes moins de 23 ans (finale) |

## Médaillés

### Cross-country
| Épreuves        | Or | Or              | Argent                                                                                                  | Argent       | Bronze | Bronze       |
| --------------- | --- | --------------- | --- | ------------ | --- | ------------ |
| Hommes          | |                 | |              | |              |
| Élites          | Alan Hatherly | 1 h 9 min 51 s  | Victor Koretzky                                                                                         | + 22 s       | Tom Pidcock                                                                                                  | + 39 s       |
| Moins de 23 ans | Luca Martin | 59 min 48 s     | Dario Lillo                                                                                             | + 21 s       | Tobias Lillelund                                                                                             | + 52 s       |
| Juniors         | Albert Philipsen | 1 h 1 min 59 s  | Hugo Franco Gallego                                                                                     | + 1 min 55 s | Nikolaj Hougs                                                                                                | + 1 min 56 s |
| Femmes          | |                 | |              | |              |
| Élites          | Puck Pieterse | 1 h 9 min 41 s  | Anne Terpstra                                                                                           | + 59 s       | Martina Berta                                                                                                | + 1 min 19 s |
| Moins de 23 ans | Isabella Holmgren | 1 h 11 min 12 s | Olivia Onesti                                                                                           | + 1 min 17 s | Emilly Johnston                                                                                              | + 2 min 31 s |
| Juniors         | Viktória Chladoňová | 1 h 1 min 24 s  | Rafaëlle Carrier                                                                                        | + 36 s       | Maruša Tereza Šerkezi                                                                                        | + 1 min 31 s |
| Mixte           | |                 | |              | |              |
| Relais          | États-Unis - Brayden Johnson - Nicholas Konecny - Haley Batten - Vida Lopez de San Roman - Madigan Munro - Christopher Blevins | 1 h 19 min 38 s | France - Luca Martin - Nicolas Kalanquin - Loana Lecomte - Olivia Onesti - Anaïs Moulin - Mathis Azzaro | + 3 s        | Italie - Luca Braidot - Matteo Siffredi - Martina Berta - Giada Martinoli - Valentina Corvi - Mattia Stenico | + 1 min 31 s |

### Cross-country short track
| Épreuves        | Or                | Or          | Argent                 | Argent | Bronze           | Bronze |
| --------------- | ----------------- | ----------- | ---------------------- | ------ | ---------------- | ------ |
| Hommes          |                   |             |                        |        |                  |        |
| Élites          | Victor Koretzky   | 21 min 49 s | Charlie Aldridge       | + 3 s  | Alan Hatherly    | + 3 s  |
| Moins de 23 ans | Riley Amos        | 22 min 2 s  | Bjorn Riley            | + 0 s  | Tobias Lillelund | + 4 s  |
| Femmes          |                   |             |                        |        |                  |        |
| Élites          | Evie Richards     | 19 min 46 s | Pauline Ferrand-Prévot | + 1 s  | Jenny Rissveds   | + 18 s |
| Moins de 23 ans | Isabella Holmgren | 20 min 31 s | Ella Maclean-Howell    | + 22 s | Ava Holmgren     | + 26 s |

### Cross-country à assistance électrique
| Épreuves | Or               | Or             | Argent              | Argent      | Bronze              | Bronze      |
| -------- | ---------------- | -------------- | ------------------- | ----------- | ------------------- | ----------- |
| Hommes   |                  |                |                     |             |                     |             |
| Élites   | Jérôme Gilloux   | 1 h 1 min 32 s | Martín Vidaurre     | + 29 s      | Hugo Pigeon         | + 45 s      |
| Femmes   |                  |                |                     |             |                     |             |
| Élites   | Sofia Wiedenroth | 1 h 0 min 9 s  | Nathalie Schneitter | + 1 min 3 s | Florencia Espiñeira | + 2 min 6 s |

### Descente
| Épreuves | Or               | Or                | Argent           | Argent    | Bronze          | Bronze     |
| -------- | ---------------- | ----------------- | ---------------- | --------- | --------------- | ---------- |
| Hommes   |                  |                   |                  |           |                 |            |
| Élites   | Loris Vergier    | en 2 min 38 s 661 | Benoît Coulanges | + 0 s 148 | Finn Iles       | + 0 s 169  |
| Juniors  | Asa Vermette     | en 2 min 39 s 185 | Max Alran        | + 1 s 516 | Bode Burke      | + 2 s 514  |
| Femmes   |                  |                   |                  |           |                 |            |
| Élites   | Valentina Höll   | en 3 min 0 s 212  | Myriam Nicole    | + 0 s 520 | Tahnée Seagrave | + 1 s 212  |
| Juniors  | Erice van Leuven | en 2 min 59 s 891 | Ella Svegby      | + 6 s 357 | Sacha Earnest   | + 12 s 180 |

## Tableau des médailles
| Rang  | Nation           | Or | Argent | Bronze | Total |
| ----- | ---------------- | -- | ------ | ------ | ----- |
| 1     | France           | 4  | 7      | 1      | 12    |
| 2     | États-Unis       | 3  | 1      | 1      | 5     |
| 3     | Canada           | 2  | 1      | 3      | 6     |
| 4     | Grande-Bretagne  | 1  | 2      | 2      | 5     |
| 5     | Pays-Bas         | 1  | 1      | 0      | 2     |
| 6     | Danemark         | 1  | 0      | 3      | 4     |
| 7     | Afrique du Sud   | 1  | 0      | 1      | 2     |
| 7     | Nouvelle-Zélande | 1  | 0      | 1      | 2     |
| 9     | Allemagne        | 1  | 0      | 0      | 1     |
| 9     | Autriche         | 1  | 0      | 0      | 1     |
| 9     | Slovaquie        | 1  | 0      | 0      | 1     |
| 12    | Suisse           | 0  | 2      | 0      | 2     |
| 13    | Chili            | 0  | 1      | 1      | 2     |
| 13    | Suède            | 0  | 1      | 1      | 2     |
| 15    | Espagne          | 0  | 1      | 0      | 1     |
| 16    | Italie           | 0  | 0      | 2      | 2     |
| 17    | Slovénie         | 0  | 0      | 1      | 1     |
| Total | Total            | 17 | 17     | 17     | 51    |